# 중세사 연표
| 중세 초기     | 중세 초기          | 중세 초기 | 중세 초기 |
| 5세기         | 5세기              | 5세기 | 5세기 |
| 연도          | 일자               | 사건 | 중요성 |
| ------------- | ------------------ | --- | --- |
| 400년경       |                    | 고지 마야가 저지의 도시국가 테오티우아칸에게 무너지다. | 멕시코 고지대에서 마야 문화와 마야어의 쇠퇴의 시작. |
| 405년         |                    | 히에로니무스가 불가타를 완역하다. | 복음서가 라틴어로 번역됨. |
| 410년         | 8월 24일           | 서고트인의 왕 알라리쿠스가 로마를 약탈하다. | 서로마 제국 멸망사에 있어서 결정적 변곡점. |
| 431년         | 7월 22일-7월 31일  | 에페소스 공의회 | 니케아 신경의 공인 및 네스토리우스의 이단 정죄. 네스토리우스는 서양 기독교와 갈라져 동방교회로 분리된다. |
| 455년         | 6월 2일            | 반달인의 왕 가이세리크가 로마를 약탈하다. | 서로마 제국 멸망사에 있어서 또다른 결정적 사건. 일부 역사학자들은 이 때 서로마 제국은 실질적으로 망했다고 평가한다. |
| 476년         | 9월 4일            | 오도아케르가 서로마 황제 로물루스 아우구스툴루스를 폐위하다. | 일부 역사학자들은 이 때를 서양 중세사의 시작점으로 평가한다. |
| 480년         | 4월 25일           | 로마 원로원과 동로마 궁정의 인정을 모두 받은 마지막 황제 율리우스 네포스의 죽음. | 일부 역사학자들은 이 때를 서양 중세사의 시작점으로 평가한다. |
| 500년경       |                    | 티칼이 마야 문명 최초의 대도시가 되다. | 티칼의 마야인들과 테오티우아칸인 사이에 상당한 문화적 교류가 있었다. |
| 500년경       |                    | 바돈산 전투. | 서색슨인들의 진격을 브리튼인들이 일시적으로 저지했다. 오늘날에는 아서왕 전설의 원형으로 알려져 있을 뿐 그 정확한 일자와 장소, 전투 경과는 불명이다.                                                                               |
| 6세기         |                    | | |
| 연도          | 일자               | 사건 | 중요성 |
| 507년         | 봄                 | 부이예 전투: 프랑크인의 왕 클로도베쿠스 1세가 서고트인을 무찌르다. | 서고트인들은 서유럽에서 기반을 잃고 이베리아 반도로 밀려났다. |
| 524년         |                    | 보에티우스가 『철학의 위안』을 쓰다. | 이 책은 중세 서유럽 철학사에서 가장 중요한 책으로 평가된다. |
| 525년         |                    | 디오니시우스 엑시구스가 부활절표를 간행하다. | 현재 그레고리력과 율리우스력에서 쓰이는 서력기원(A.D.)가 여기서 처음 도입되었다. |
| 527년         | 8월 1              | 유스티니아누스 1세가 동로마 황제가 되다. | 유스티니아누스는 529년 민법대전을 반포하고 게르만족들이 점유한 옛 서로마 땅을 회복하는 등 동로마의 중흥군주로 평가된다. |
| 529년–534년   |                    | 유스티니아누스 1세가 『민법대전』을 반포하다. | 수 세기에 걸친 로마의 법문서와 황제 칙령들을 3부 1법전으로 집대성했다. |
| 529년         |                    | 베네딕투스 데 누르시아가 몬테카시노에 수도원을 설립하다. | 베네딕토가 세운 12수도원 중 첫 번째 수도원이다. 이로써 베네딕토회가 시작되었다. |
| 532년         | 1월 1일            | 니카 폭동 | 콘스탄티노폴리스의 절반 이상이 불타고 파괴되었으며 시민 수만 명이 죽다. |
| 533년         | 12월 15일          | 벨리사리우스가 지휘하는 동로마군이 북아프리카를 반달인으로부터 탈환하다. | 이로써 반달 왕국은 멸망했고, 동로마의 북아프리카 재정복 사업이 완료되었다. |
| 535년–554년   |                    | 고트 전쟁. | 유스티니아누스 1세의 재정복 사업의 일환으로, 동고트인으로부터 이탈리아를 되찾았다. 그러나 이로써 동로마의 경제는 파탄이 났으며, 이후 랑고바르드인이 이탈리아를 정복하는 것을 막을 수 없게 된다.                                   |
| 563년         |                    | 콜룸바 히엔시스가 이오나에 전도소를 세우다. | 이오나 수도원은 794년 바이킹에게 파괴될 때까지 픽트인의 기독교 개종에 큰 역할을 수행했다. |
| 568년         |                    | 랑고바르드 왕국이 세워지다. | 랑고바르드인이 이탈리아를 정복해 세운 랑고바르드 왕국은 774년 프랑크인에게 정복될 때까지 유지되었다. |
| 570년경       |                    | 무함마드 태어나다. | 무함마드는 이슬람교의 창시자로, 이슬람 신학에서는 그가 마지막 예언자라고 말한다. |
| 577년         |                    | 더르함 전투: 서색슨인이 브리튼섬 서쪽으로 진격을 계속하다. | 이로써 앵글로색슨인에게 정복된 잉글랜드와 브리튼인 세력이 유지된 웨일스, 그리고 브리튼인 세력권이지만 웨일스와 바다로 분리된 콘월의 문화권이 영구히 분리되었다.                                                                   |
| 581년         | 3월 4일            | 수조가 중국을 재통일하다. | 영가의 난 이래 270년만에 중국이 재통일되었다. |
| 590년         | 9월 3일            | 교황 그레고리오 1세가 즉위하다. | 그레고리오 1세 재위기에 천주교 전도는 새로운 경지에 이르렀으며, 또한 의식과 전례 있어서도 혁명적 변화가 있었다(그레고리오 성가).                                                                                                  |
| 597년         |                    | 아우구스티누스 칸투아리엔시스가 초대 켄터베리 주교로 임명되어 켄트로 파견되다. | 이로써 앵글로색슨인의 기독교화가 시작되었다. |
| 598년-614년   |                    | 여수전쟁: 중국 수조가 고구려를 대규모 침공하다. | 침공은 실패로 끝나고 수조는 나라가 거덜나 군벌할거기(수말당초)로 접어든다. |
| 600년경       |                    | 이유를 알 수 없는 방화로 테오티우아칸의 주요 건물들이 전소하다. | 테오티우아칸 문명과 그 제국이 멸망했다. 이로써 티칼이 메소아메리카 최대의 도시국가가 되었다. |
| 7세기         |                    | | |
| 연도          | 일자               | 사건 | 중요성 |
| 602년–629년   |                    | 최후의 대규모 로마-페르시아 전쟁. | 동로마 제국과 사산조 페르시아 제국 간의 오랜 분쟁으로 양국은 모두 국력이 탈진했고 이후 630년대에 흥기한 아랍인들에게 속수무책으로 당하게 된다.                                                                                    |
| 604년–609년   |                    | 중국의 대운하가 완공되다. | 장강 유역과 황하 유역이 처음으로 연결되었다. 이후 대운하의 가장 중요한 역할은 중화제국의 수도로 곡물을 수송하는 것이었다. |
| 618년         | 6월 18일           | 당조가 중국을 재통일하다. | 당조는 호한융합 침투왕조 중 최후의 승리자로, 당조에서 마련한 행정체계가 이후 286년간 지속된다. |
| 622년         | 9월 9일 – 9월 23일 | 무함마드가 메카에서 메디나로 망명하다(헤지라). | 이 때를 이슬람력 원년으로 삼는다. |
| 626년         |                    | 페르시아-아바르-슬라브 연합군이 콘스탄티노폴리스를 공격 | 동로마가 방어에 성공하면서 아바르는 거덜났으며 페르시아는 수세로 몰린다. |
| 627년         | 12월 12일          | 니네베 전투. | 헤라클리우스가 지휘하는 동로마군이 사산조 페르시아군에게 대승했다. |
| 632년         | 6월 8일            | 무함마드가 죽다. | 이 시점에서 아라비아반도의 모든 아랍인은 무슬림이 되었다. |
| 632년–668년   |                    | 고대 대불가리아의 출현과 팽창. | 대불가리아가 쇠망한 이후 불가르인들은 도나우 유역의 불가리아 제1제국과 볼가강 유역의 볼가강 불가리아로 나뉜다. |
| 632년         | 6월 8일            | 아부 바크르 아스시디크가 초대 칼리파로 즉위하다. | |
| 633년–634년   |                    | 헤븐필드 전투. | 오수알데 왕이 지휘하는 노섬브리아군이 웨일스군에게 승리하다. |
| 638년         |                    | 예루살렘 공성전 (636년–637년). | 예루살렘이 아랍군에게 함락되다. 공격군 대부분이 무슬림이었지만 시리아 기독교도도 있었다. |
| 641년         |                    | 나하반드 전투 | 무슬림이 페르시아를 정복하다. |
| 643년         |                    | 알렉산드리아 공성전 (641년) | 암르 이븐 알아스가 지휘하는 아랍군이 알렉산드리아를 취하다. |
| 645년         |                    | 일본의 소가씨가 몰락하다. | 이로써 중국 문화의 모방이 가속화되고 이듬해부터 나라 시대가 시작된다. |
| 650년         |                    | 슬라브족이 발칸반도를 완전히 점유하다. | |
| 650년경       |                    | 올메카시칼란카가 알테페틀 쇼치찰코를 세우다. | 쇼치찰코는 이후 이일 대의 중요한 문화적 경제적 중심지가 된다. |
| 663년         |                    | 노섬브리아 국왕 오스위그가 휘트비 교회회의를 개최하다. | 로마식 기독교가 켈트 기독교에 승리하다. |
| 668년         |                    | 한국의 삼국시대가 끝나고 통일신라가 세워지다. | |
| 674년–678년   |                    | 아랍인들이 처음으로 콘스탄티노폴리스를 공격하다. | 이슬람의 흥기 이래 무슬림 세력의 첫 패배. 이슬람 세력의 유럽 정복이 미연에 방지되다. |
| 681년         |                    | 불가리아 제1제국의 성립. | 불가리아는 이후 중세 유럽에 지대한 영향을 미친 강대국이었다. |
| 685년         |                    | 둔 네크탄 전투 | 픽트인들이 노섬브리아에 승리하면서 노섬브리아의 브리튼섬 북부 패권이 무너졌다. |
| 687년         |                    | 테르트리 전투 | 이 전투에서 승리한 피피누스 2세는 네우스트리아와 아우스트라시아 전체의 궁재가 되었고, 메로베우스조의 권력은 더더욱 약화되었다. |
| 698년         |                    | 카르타고 전투 (698년) | 아랍인들이 카르타고를 먹었다. 이로써 동로마는 북아프리카를 영구히 상실했다. |
| 698년         |                    | 발해가 건국되다. | 이후 926년까지 통일신라와 발해가 공존한 시대를 남북국시대라 한다. |
| 8세기         |                    | | |
| 연도          | 일자               | 사건 | 중요성 |
| 711년         |                    | 우마이야조의 히스파니아 정복. | 이후 15세기 말까지 지속되는 무슬림의 알안달루스 지배의 시작. |
| 718년         |                    | 콘스탄티노폴리스 공성전 (717년–718년) | 아랍인의 두 번째 콘스탄티노폴리스 공격. 동로마와 불가리아 연합군의 방어로 실패로 돌아갔다. 이로써 동남유럽에 대한 아랍인의 위협이 중단되었다.                                                                                     |
| 726년         |                    | 동로마 황제 레온 3세 이사우로스가 성상파괴운동을 시작하다. | 교황 그레고리오 2세는 성상파괴에 반대했다. 이로써 천주교회와 동로마 교회 사이에 결정적 차이가 발생하기 시작했다. |
| 732년         | 10월               | 투르 전투에서 카롤루스 마르텔루스가 무슬림의 북상을 저지하다. | 무어인의 서남유럽 북상을 막아냈을 뿐 아니라, 이후 카롤루스 제국의 형성을 가능케 한 결정적 순간. |
| 735년         | 5월 26일           | 베다 베네라빌리스가 죽다. | 베다는 "잉글랜드 역사의 아버지"로 여겨진다. |
| 750년         | 1월 25일           | 아바스조의 시작. | 아바스조는 가장 오래 지속된 칼리파조로, 1519년 오스만 제국에 정복될 때까지 지속되었다. |
| 751년         |                    | 피피누스 3세 브레비스가 프랑크인의 왕이 되다. 이로써 메로베우스조는 끝나고 카롤루스조가 개창되다. | |
| 754년         |                    | 피핀의 기증. 피피누스 3세가 교황에게 중앙이탈리아를 약속하다. | 논란의 여지는 있지만 이것이 교황의 세속권력의 기반인 교황령의 시초다. |
| 768년         |                    | 카롤루스 1세 마그누스가 프랑크인의 왕으로 즉위하다. | |
| 778년         | 8월 15일           | 롱세보 고개 전투. | |
| 786년         | 9월 14일           | 하룬 알라시드가 바그다드 칼리파로 즉위하다. | |
| 793년         |                    | 린디스판 약탈. 바이킹의 브리튼섬 공격이 시작되다. | 이후 2세기 동안 계속되는 바이킹 시대의 시작. |
| 794년         |                    | 일본에서 헤이안 시대가 시작되다. | 헤이안 시대는 일본사의 마지막 고전시대로 여겨진다. 나라 시대부터 시작된 중국식 율령정치가 계속되면서, 이 시기 일본의 중국스러움이 가장 컸다.                                                                                      |
| 795년         | 7월 29일           | 오파의 죽음. | 잉글랜드에서 머시아의 패권이 끝났다. |
| 800년         | 12월 25일          | 카롤루스 1세가 교황 레오 3세에게 서로마 황제로 대관받다. | 이로써 카롤루스의 왕국은 로마 제국의 쇠망 이후 유럽에서 가장 거대한 나라로 교황의 공인을 받았다. |
| 9세기         |                    | | |
| 연도          | 일자               | 사건 | 중요성 |
| 9세기         |                    | 중국에서 화약이 발명되다. | |
| 814년         | 1월 28일           | 카롤루스 1세 마그누스가 죽다. | |
| 820년         |                    | 알콰리즈미, Algebrae et Alumcabola Algorithm 저술 | |
| 825년         |                    | 엘라둔 전투에서 에그버트가 머시아군에게 승리하다. | 웨식스가 잉글랜드의 패권국이 되었다. |
| 827년         |                    | 무슬림의 시칠리아 정복. | 동로마령 시칠리아에 대한 무슬림 세력의 첫 공격. 시칠리아의 마지막 동로마 전초기지는 965년 함락된다. |
| 840년         |                    | 무슬림들이 남이탈리아 대부분을 정복하고 바리 토후국을 세우다. | |
| 843년         |                    | 베르됭 조약. 카롤루스의 제국이 그 손자들 사이에 분할되다. | 이 때 분할된 동프랑크와 서프랑크는 각각 신성로마제국과 프랑스의 전신이 된다. |
| 843년         |                    | 키나드 1세 막 알핀이 픽트인의 왕위와 스코트인의 왕위를 모두 얻다. | 오늘날의 스코틀랜드의 전신인 알바 왕국의 시작. 그러나 픽트인과 스코트인의 통합이 완료된 것은 키나드 1세의 손자 카우산틴 2세 막 아다(재위 900년-952년) 때로 본다. 알바 왕국의 기원 참조.                                           |
| 862년         |                    | 류리크가 이끄는 바이킹들이 노브고로드, 키예프를 세우다. | |
| 864년         |                    | 불가리아의 기독교화. | |
| 866년         |                    | 일본의 후지와라씨 섭관정치. | 후지와라씨는 이후 3세기에 걸쳐 최강의 씨족으로 군림하며, 무사들에게 실권을 잃은 뒤에도 공가 최고 끗발의 귀족가문으로 대우받아 근대 일본 제국까지 그 지위가 지속되었다.                                                            |
| 866년         |                    | 이교도 대군세가 잉글랜드에 상륙하다. | 노섬브리아, 이스트앵글리아, 머시아가 바이킹의 대군세에 압도되어 못하고 무너졌다. |
| 868년         |                    | 중국에서 알려진 최초의 인쇄물이 만들어지다. | |
| 871년         |                    | 앨프리드 대왕이 서색슨인의 왕으로 즉위하다. | 앨프리드는 바이킹으로부터 웨식스를 지켜냈고, 새로운 법들을 만들었으며 종교적 학문적 활동의 재건을 지원했다. |
| 872년경       |                    | 하랄드 하르파그리가 노르웨이의 왕이 되다. | |
| 874년         |                    | 노르드인 잉골프 아르나르손이 아이슬란드에 정착하다. | |
| 882년         |                    | 키예프 루스가 성립하다. | 이후 몽골의 침공을 받기까지 4세기 정도 유지되었다. 그 절정기는 11세기 중반 야로슬라프 1세 무드리 치세 때였다. |
| 885년         |                    | 불가리아에 키릴로스와 메소디오스의 제자들이 도착하다. | 키릴문자의 발명. 이후 수십년 간 불가리아 제국은 동방정교회와 슬라브 세계의 문화적 종교적 중심지가 된다. |
| 885년–886년   |                    | 파리 공성전 (885년-886년). 바이킹이 파리를 공격하다. | |
| 893년         |                    | 시메온 1세가 불가리아 제1제국의 군주가 되다. | 시메온 1세의 치세는 불가리아 제1제국의 황금기였다. 프레슬라프 문학교와 오흐리드 문학교에서 키릴문자가 발명되었다. |
| 896년         |                    | 아르파드 등 7군장이 이끄는 마자르인들이 판노니아에 나타나다. | |
| 899년         | 10월 27일          | 앨프리드 대왕이 죽다. | |
| 900년경       |                    | 티칼・칼라크물・팔렝케・코판 등 남부 저지 마야 도시들이 붕괴하다. | 마야 고전시대의 종말. 유카탄 북부의 마야 문명은 존속한다. |
| 10세기        |                    | | |
| 연도          | 일자               | 사건 | 중요성 |
| 907년         |                    | 중국 당조가 망하다. | 오대십국 시대가 시작되었다. |
| 910년         |                    | 앨프리드 대왕의 아들 에드워드 장형왕이 테텐홀 전투에서 요르비크의 바이킹들에게 승리하다. | 이후 바이킹은 훔버강 이남을 침범하지 못한다. |
| 910년         |                    | 오베르뉴 백작 기욤 1세가 클뤼니 수도원을 세우다. | 클뤼니는 서방 수도주의의 지도적 수도원으로, 이 수도원이 세워지면서 클뤼니 개혁이 시작되었다.. |
| 911년         |                    | 생클레르쉬레프트 조약. 바이킹 공구 흐롤프가 오늘날의 노르망디에 정착, 서프랑크인의 왕 카롤루스 3세 심플렉스의 봉신이 되어 루앙 백국을 세우다. | |
| 913년         |                    | 스리 케사리 와르마데와가 발리섬을 통치하다. | |
| 917년         |                    | 아켈로오스 전투에서 불가리아의 시메온 1세가 동로마군을 격파하다. | 동로마는 불가리아의 황제(차르) 참칭을 용인할 수밖에 없어졌다. |
| 919년         |                    | 작센 공작 하인리히가 독일왕으로 선출되어 오토조가 개창되다. | 하인리히 1세는 중세 독일계 국가의 첫 왕으로 여겨진다. |
| 925년         |                    | 트르피미로비치조의 토미슬라브가 초대 크로아트인의 왕으로 즉위하다. | 토미슬라브는 달마티아와 판노니아 일대의 크로아트인들을 하나의 왕국으로 통일하여 중견급 체급의 국가를 만들어냈다. |
| 927년         |                    | 애설스탠이 앵글로색슨 칠왕국을 통일, 잉글랜드 왕국을 건국하다. | |
| 927년         |                    | 보스니아 고지 전투에서 토미슬라브의 크로아티아군이 알로고보투르 공작이 지휘하는 불가리아군을 패퇴시키다. | 불가리아의 서방 팽창이 저지되었다. |
| 927년         |                    | 시메온 1세가 죽다. 그리고 유럽 최초의 독립 국민교회로서 불가리아 총대주교좌가 공인되다. | |
| 929년         |                    | 알안달루스 후우마이야조의 아브드 알라흐만 3세가 칼리파를 칭하다. | 코르도바 칼리파국의 시작. |
| 936년         |                    | 왕건이 한반도 후삼국을 통일하다. | |
| 938년         |                    | 박당강 전투에서 응오꾸옌이 중국 남한군을 물리치다. | 1000여년에 걸친 중국의 베트남 지배가 종식되다. |
| 955년         |                    | 레히펠트 전투에서 오토 1세가 마자르인을 격파하다. | 마자르인의 중앙유럽 진출을 막아낸 결정적 사건으로 평가된다. |
| 960년경       |                    | 미에슈코 1세가 폴란인의 공작이 되다. | 그는 역사상 실체가 확인되는 최초의 폴란드계 군주이며, 폴란드계 국가의 실질적 창업자라 할 수 있다. |
| 960년         |                    | 조광윤이 오대의 마지막 황조 후주로부터 선양받아 송조를 개창하다. | 이후 송조는 북송과 남송을 합쳐 319년간 지속되었다. |
| 962년         |                    | 오토 1세가 교황 요한 12세에게 신성로마황제로 대관받다. | 베렌가리우스 1세 포로이울리엔시스 이후 약 40년간 단절되었던 서로마 황통의 복구. |
| 963년–964년   |                    | 오토 1세가 교황 요한 12세를 폐하고 교황 레오 8세를 세우다. | 로마 시민들은 황제의 허가 없이 새 교황을 선출하지 않을 것을 약속했다. |
| 965년–967년   |                    | 미에슈코 1세가 천주교로 개종하고 천주교가 폴란드의 국교가 되다. | |
| 969년         |                    | 동로마 황제 니케포로스 2세가 암살되고 요안니스 1세 치미스키스가 즉위하다. | |
| 976년         |                    | 요안니스 1세가 죽고 공동황제 바실리오스 2세가 단독황제가 되다. | 바실리오스 2세 치세는 유스티니아누스 1세 이래로 동로마 제국의 중흥기였다. |
| 978년         |                    | 알만수르 이븐 아비 아미르가 알안달루스 무슬림의 사실상의 통치자가 되다. | 이베리아반도에서 무어인의 권세의 절정기. |
| 981년         |                    | 바실리오스 2세가 불가리아 정복을 시작하다. | 정복은 1018년 완료되고 불가리아 제1제국은 멸망했다. 바실리오스 2세는 "불가르인의 학살자"라는 별명을 얻었다. 이것은 동로마에 의한 불가르계 국가에 대한 마지막 징벌전쟁이었으며, 이후 동로마는 불가르계 국가를 통제하지 못한다.     |
| 985년         |                    | 아이슬란드에서 쫓겨난 바이킹 에이리크 힌 라우디가 그린란드에 정착하다. | |
| 987년         |                    | 위그 카페가 서프랑크인의 왕으로 선출되다. | 카페조와 중세 프랑스의 시작. |
| 988년         |                    | 키예프 대공 볼로디미르 1세가 기독교로 개종하고 기독교를 국교로 삼다. | |
| 989년         |                    | 하나님의 평화령과 휴전령. | 천주교회가 종교적 권위를 사용해 사적 전쟁을 통제하려 한 최초의 움직임이며, 중세 유럽에서 사회문제를 비폭력적 수단으로 통제하려 한 최초의 움직임이었다.                                                                            |
| 중세 성기     |                    | | |
| 11세기        |                    | | |
| 연도          | 일자               | 사건 | 중요성 |
| 1001년경      |                    | 레이프 에이릭손이 윈란드(오늘날의 캐나다 랑스 오 메도즈)에 정착하다. | 레이프는 노르드인의 아메리카 식민화에 있어 신대륙에 처음으로 정착한 구대륙인이다. |
| 1016년        |                    | 크누트 대왕이 잉글랜드 국왕이 되다. | 이후 26년간 데인인들이 잉글랜드 국왕을 역임하면서 바이킹 문화의 영향을 미쳤다. |
| 1018년        |                    | 동로마 황제 바실리오스 2세가 50년 전쟁 끝에 불가리아 제1제국을 멸망시키다. | 동로마의 불가리아 정복이 완료되었다. |
| 1021년        |                    | 일본의 무라사키 시키부가 『겐지모노가타리』를 저술하다. | 이 이야기는 세계 최초의 장편소설로 여겨진다. |
| 1025년        |                    | 페르시아인 이븐 시나가 『의학정전』을 저술하다. | 이 책은 18세기까지 서양 의약학의 표준 교과서로 쓰였다. |
| 1037년        |                    | 투그릴 베그가 셀주크 제국을 건국하다. | 셀주크 튀르크는 이후 제1, 2차 십자군의 주요 관여세력이었으며, 이후 한 세기에 걸쳐 동로마 제국의 적수가 된다. |
| 1049년        |                    | 교황 레오 9세가 즉위하다. | 레오 9세는 콘스탄티노폴리스 총대주교 미카엘 1세 케룰라리오스를 파문했으며, 미카엘 1세도 레오 9세를 맞파문하여 동서 교회의 분열이 시작되었다.                                                                                      |
| 1050년        |                    | 고대의 항법기기 천체관측의가 유럽에서 처음 사용되었다. | 천체관측의는 항법사, 점성술사, 천문학자 등의 직군에서 널리 사용된 초기 도구였다. |
| 1050년        |                    | 에드워드 참회왕이 웨스트민스터 수도원을 짓다. | |
| 1054년        |                    | 동서 교회의 분열. 서방 보편교회와 동방 정교회가 정식으로 분열되다. | 이후 중세시대 내내 서방교회와 동방교회는 시기별로 정도는 다르지만 긴장 관계에 있었다. |
| 1066년        |                    | 노르망디 공작 기욤이 잉글랜드를 침공, 헤이스팅스 전투에서 승리하고 잉글랜드 국왕 윌리엄 1세로 즉위하다. | 데인 왕조 이후 일시적으로 복구되었던 앵글로색슨 왕조가 완전히 끝나고 이후 잉글랜드 국왕들은 노르만 혈통에서 나오게 되었다. |
| 1067년        |                    | 교황 그레고리오 7세가 즉위하다. | 그레고리오 7세는 교회개혁(그레고리오 개혁)을 시작했다. |
| 1071년        |                    | 알프 아르슬란이 지휘하는 셀주크 튀르크군이 만지케르트 전투에서 동로마군을 격파하다. 한편 노르만인들이 남이탈리아 최후의 동로마 영토 바리를 정복하다.                                                                                             | 이로써 동로마는 소아시아와 이탈리아를 영구히 상실했다. |
| 1075년        |                    | 교황 그레고리오 7세, 교황 교서를 발표해 교황의 권능을 정의하다. | 그레고리오 개혁의 절정기이며 서입권 투쟁의 결정적 요인. |
| 1077년        |                    | 카노사의 굴욕. 신성로마황제 하인리히 4세가 맨발로 카노사를 찾아가 교황의 용서를 빌고 서임권 투쟁의 패배를 인정하다. | 비록 그레고리오 7세는 하인리히 4세의 역습으로 결국 패배했지만, 이것은 이후 450년간 교황을 서방세계의 수장으로 자리매김하게 하는 효시적 사건이었다.                                                                                |
| 1077년        |                    | 런던탑 건설이 시작되다. | 런던탑은 이후 대영제국의 최종아성이 된다. |
| 1086년        |                    | 윌리엄 1세, 새로운 영토를 다스리기 위해 대규모 토지대장인 둠스데이 북을 만들게 하다. | 로마 시대 이래 최초의 양전사업이었다. |
| 1088년        |                    | 볼로냐 대학교가 만들어지다. | 유럽 최고(古)의 대학이다. |
| 1095년        |                    | 셀주크 튀르크를 격퇴하고자 한 동로마 황제 알렉시오스 1세 콤네노스의 원군 요청을 받은 교황 우르바노 2세가 클레르몽 공의회에서 성지 탈환을 위한 십자군 소집을 발표하다.                                                                            | 이후 13세기 말까지 지속되는 9대 십자군과 기타 자잘한 십자군들의 시작이 되는 사건이다. |
| 1098년        |                    | 베네딕토회에서 시토회가 갈라져 나오다. | 시토회는 방만해진 베네딕토회에서 이탈하여 베네딕토 회칙을 엄격히 지키는 초심으로 돌아갈 것을 지향했다. |
| 1099년        |                    | 제1차 십자군이 예루살렘을 무슬림에게서 탈환하다. | 이로써 예루살렘 왕국이 건국되고 이후 거의 2세기동안 지속된다. |
| 12세기        |                    | | |
| 연도          | 일자               | 사건 | 중요성 |
| 1100년        |                    | 콘스탄티누스 아프리카누스가 라제스, 이샤크 이븐 임란, 이삭 이스라엘리, 이븐 알자자르 등 아랍의학의 대가들을 라틴어로 번역하다. | |
| 1102년        |                    | 크로아티아 왕국과 헝가리 왕국이 동군연합을 이루다. 연합의 사항은 팍타 콘벤타에 규정되었으며, 크로아티아는 사보르(크로아티아 귀족의회)와 반(부왕)을 두어 별개의 국체를 유지하기로 하다. 크로아티아 귀족들은 각자의 작위와 봉읍을 그대로 유지하다. | 이로써 헝가리와 크로아티아는 1526년까지 (국제법적으로 말하자면) 동맹국이었다. 동군연합 그 자체는 20세기 초까지 지속되어 트리아농 조약 때야 해소된다.                                                                              |
| 1102년        |                    | 웨스트민스터 교회회의에서 안셀모 다오스타 대주교가 성직매매, 성직자의 결혼, 노예제를 금하다. | |
| 1106년        | 9월 28일           | 틴체브레 전투에서 잉글랜드 국왕 헨리 1세가 형 로베르 2세 드 노르망디 공작에게 승리하고 로베르 2세, 에드거 애설링, 윌리엄 클리토를 포로로 잡아 디바이지스성에 가두다.                                                                             | 이 승리로 노르만조 잉글랜드와 이후 흥기하는 카페조 프랑스의 충돌이 불가피해진다. |
| 1107년        |                    | 헨리 1세의 누이 아델 드 블루아 백작부인이 제안한 합의안으로 잉글랜드의 봉작분쟁이 종료되다. | 이 합의에서 잉글랜드 국왕과 천주교회 사이의 마찰점 하나가 제거되었다. |
| 1109년        |                    | 나콰 전투에서 폴란인의 공작 볼레스와프 3세 크시보우스티가 포모제인들에게 승리하고다. | 이로써 폴란드는 발트해로 통하게 되었다. 하지만 포모제인들은 번번히 폴란인들의 지배를 벗어났다가 다시 복속되기를 반복했다. |
| 1109년        | 8월 24일           | 훈츠펠트 전투에서 볼레스와프 3세 크시보우스티가 신성로마황제 하인리히 5세를 패퇴시키다. | 이로써 독일의 중앙유럽 팽창이 멈추었다. |
| 1116년        |                    | 동로마군이 필로멜리온에서 튀르크군에게 승리했다. | 튀르크족은 아나톨리아 해안지역을 모두 버리고 후퇴한다. |
| 1117년        |                    | 옥스퍼드 대학교가 세워지다. | 옥스포드는 영국 최고(古)의 대학교다. |
| 1118년        |                    | 성전기사단이 창설되다. | 성전기사단은 십자군 시대에 가장 영향력 있는 기사수도회였다. |
| 1121년        | 12월 25일          | 노르베르트 폰 크산텐이 프레몽트레회를 세우다. | 이 수도회는 신성로마제국 동부의 슬라브족, 벤트족을 개종시키는 데 지대한 역할을 했다. |
| 1122년        | 9월 23일           | 신성로마황제 하인리히 5세와 교황 칼릭스토 2세 사이에 보름스 협약이 맺어지다. | 이로써 서임권 투쟁은 종료되었지만 황제와 교황 사이의 쓰라린 악감정은 해소되지 않고 지속되었다. |
| 1123년        | 3월 18일-3월 27일  | 제1차 라테란 공의회에서 보름스 협약이 비준되다. | |
| 1125년        |                    | 이르네리우스가 주석법학파를 개창하다. | |
| 1125년        |                    | 작센 공작 로타르 폰 주플링부르크가 전 황제의 가장 가까운 계승자인 슈바벤 공작 프리드리히 폰 호엔슈타우펜을 제치고 신성로마황제로 선출되다. | 이 선거의 결과 구엘프와 기벨린의 대분쟁이 시작되었다. |
| 1125년–1127년 |                    | 정강의 변 | 금조의 병사들이 개봉부를 약탈, 북송 시대가 끝나다. 송조는 남쪽으로 도망가 임안을 새 도읍으로 삼다(남송). |
| 1130년        | 12월 25일          | 루제루 2세가 대립교황 아나클레투스 2세에게 시칠리아 국왕으로 대관받다. | 이 대관식으로 형성된 노르만인의 시칠리아 왕국은 이후 신성로마제국, 교황령, 동로마제국과 함께 지중해 세계의 주요 강대국으로 부상한다.                                                                                              |
| 1130년        |                    | 피에르 아벨라르가 『그렇다와 아니다』 저술 | |
| 1135년        |                    | 잉글랜드에서 무정부내전이 시작. | 19년간의 처참한 내전 끝에 헨리 2세가 즉위하고 노르만 왕조의 방계로서 플랜태저넷조가 개창된다. |
| 1139년        | 4월                | 제2차 라테란 공의회에서 성직자의 결혼을 금하고 성직자의 의복을 규제하며 성직자에 대한 공격을 파문으로 다스릴 것을 선언하다. | 수십년 전 그레고리오 7세가 시작한 그레고리오 개혁의 내용 상당부분이 강제성을 가지고 효력을 발휘하기 시작한 것이다. |
| 1140년        |                    | 그라티아누스, 『교령집』 저술. | |
| 1144년        |                    | 수게리우스가 생드니 대성전을 재건하다. | |
| 1147년–1149년 |                    | 제2차 십자군이 처참한 실패로 끝나고 최초의 십자군 국가 중 하나인 에데사 백국이 멸망하다. | 왕작급 군주들이 참여한 최초의 십자군이었다. |
| 1150년        |                    | 러몸 버렁거 4세 데 바르셀로나 백작이 아라곤 여왕 페로넬라와 결혼하다. | 이 결혼으로 아라곤은 바르셀로나를 흡수하여 지중해로의 통로를 열었고, 이후 지중해의 여러 땅으로 진출해 강력한 왕국으로 부상한다.                                                                                                   |
| 1150년        |                    | 파리 대학교가 세워지다. | |
| 1152년        |                    | 켈스-멜리폰트 교회회의에서 현재의 아일랜드 교구제도를 확정짓고 아마 주교가 주교 중 으뜸(대주교)임을 인정하다. | 이로써 아일랜드 교회가 유럽 천주교회 주류에 흡수되었다.. |
| 1154년        |                    | 헨리 2세가 여러 관습법들을 공인하다. 이는 오늘날의 영미법의 시초가 되다. | |
| 1158년        |                    | 한자동맹이 창설되다. | 북유럽의 무역과 경제개발에 새 지평이 열렸다. |
| 1163년        |                    | 노트르담 드 파리 대성당 건축의 첫 주춧돌이 놓여지다. | |
| 1166년        |                    | 스테판 네마냐가 세르브인들의 땅을 통일하여 세르비아 대공국을 세우다. | 이후 300여년간 발칸의 패권국이 되는 세르비아의 흥기의 시작. 이 시점에서 세르비아의 동맹은 헝가리와 베네치아였다. |
| 1171년        |                    | 헨리 2세가 아일랜드에 상륙하고 카셸 교회회의가 그의 주권을 인정하다. | 이로써 이후 7.5세기 동안 계속되는 잉글랜드의 아일랜드 영토 주장이 시작되었다. |
| 1174년        | 7월 12일           | 스코트인의 왕 일리엄 1세 막 안리크가 앨른윅 전투에서 잉글랜드군에 포로로 잡히다. 일리엄 1세는 잉글랜드가 스코틀랜드의 봉건적 종주국임을 인정하는 조건으로 풀려나다.                                                                              | 잉글랜드의 스코틀랜드 침투의 시작점이다. |
| 1175년        |                    | 일본에서 호넨(법연)이 정토종을 열었다. | 일본 불교의 종파주의의 시작. |
| 1176년        | 5월 29일           | 레그나노 전투에서 신성로마황제 프리드리히 1세의 기병대가 롬바르디아 동맹의 보병대에게 패배하다. | 기병대가 보병대에게 대패를 당한 최초의 사건으로, 시민계급의 등장을 알리는 효시였다. |
| 1175년        |                    | 게라르두스 크레모넨시스가 여러 과학 책을 아랍어에서 라틴어로 번역하다. | |
| 1179년        | 3월                | 제3차 라테란 공의회에서 교황 피선거권을 추기경에게로 한정하고 성직매매를 금하며 30세 미만은 주교가 될 수 없도록 정하다 | |
| 1183년        |                    | 신성로마황제 프리드리히 1세와 교황, 롬바르디아 성읍들 사이에 콘스탄츠 화약이 맺어지다. | 이 조약의 여러 조항들로 제국 내부에서 독일과 이탈리아가 갈라섰으며, 이후 각자 역사적 발전을 거치게 된다. |
| 1183년        |                    | 미나모토노 요시나카가 교토에서 다이라씨를 내쫓다. | 2년간의 겐페이 합전의 시작. |
| 1184년        | 11월               | 교황 루치오 3세가 Ad abolendam을 발표하다. | 이 칙령으로 중세 종교재판이 조직되었다.. |
| 1185년        |                    | 풍차의 존재가 처음으로 기록되었다. | |
| 1185년        |                    | 아센과 페터르의 난으로 불가리아 제2제국이 세워지다. | |
| 1185년        |                    | 단노우라 전투에서 미나모토노 요시츠네가 다이라씨를 멸문시키다. | 겐페이 합전은 겐지(미나모토씨)의 승리로 돌아가고, 일본의 첫 봉건시대인 가마쿠라 시대가 시작된다. |
| 1186년        | 1월 27일           | 차기 황제 하인리히 6세가 시칠리아 왕녀 쿠스탄차 1세와 결혼하다. | 이 결혼으로 구엘프와 기벨린의 다툼은 시칠리아에까지 번지고, 이것이 80여년 뒤 호엔슈타우펜가가 단절되는 데까지 이르게 된다. |
| 1187년        |                    | 예루살렘 방어전. 살라흐 앗 딘이 예루살렘을 재탈환하다. | |
| 1188년        |                    | 옥스퍼드 대학교에서 『잉글랜드 왕국의 법률와 관습에 관한 조약』이 만들어지다. | |
| 1189년        | 7월 6일            | 리처드 1세가 잉글랜드 국왕으로 즉위하다. | 리처드가 대륙에서 군사적 모험을 거듭하느라 부과한 과중한 세금은 귀족들과 백성들의 왕권에 대한 이반을 초래했다. 하지만 리처드는 대륙에서 놀며 수도를 거의 비워놓고 있었기에, 반왕권파의 정치적 성장을 막을 수 없었다.              |
| 1189년–1192년 |                    | 제3차 십자군. | 여러 주요 전투에서 승리했으나 십자군은 예루살렘을 재탈환하는 데 실패한다. |
| 1192년        |                    | 미나모토노 요리토모가 정이대장군으로 임명된다. | 무가정권의 지도자로서 정이대장군을 칭한 최초의 사례. |
| 1193년        |                    | 무함마드 빈 바크티야르 킬리지가 날란다를 약탈하고 대학교를 불태우다. | 이 때부터 인도 아대륙에서 불교가 쇠퇴하기 시작했다. |
| 1193년        |                    | 상공인조합이 나타났다. | |
| 1195년        |                    | 알라르코스 전투에서 무와히드 칼리파국이 카스티야 왕국에게 결정적 승리를 거두다. | 무와히드조는 기독교인들을 북쪽으로 더욱 몰아붙이고 알안달루스의 패권자로 등극했다. |
| 1199년        |                    | 유럽인들이 나침반을 처음 사용하다. | |
| 13세기        |                    | | |
| 연도          | 일자               | 사건 | 중요성 |
| 1202년        |                    | 제4차 십자군이 베네치아의 경쟁도시 자다르(이탈리아어 이름 자라)를 공격하다(자라 공성전). | 십자군이 천주교 도시를 공격한 첫 사례였다. 교황 인노첸시오 3세가 이런 짓을 금하고 행할 경우 파문할 것임을 서한으로 알렸지만, 베네치아 물주들에게 갚을 돈을 마련할 방법이 딱히 없었던 십자군은 도시를 약탈했다.                    |
| 1204년        |                    | 제4차 십자군이 콘스탄티노폴리스를 약탈하다. | 동로마 제국이 돌이킬 수 없이 쇠퇴하기 시작한 시점으로 여겨진다. |
| 1205년        |                    | 아드리아노폴리스 전투에서 칼로얀의 불가리아군이 보두앵 1세를 격파하다. | 콘스탄티노폴리스를 털고 제4차 십자군이 세운 라틴 제국의 쇠퇴의 시작. |
| 1206년        |                    | 쿠릴타이에서 징기스 칸이 몽골족의 카간으로 선출되고 몽골 제국이 출범하다. | 이후 몽골족은 유라시아 대륙의 대부분을 정복하여 그 전까지의 정치적 국경을 뒤집어 놓았다. |
| 1208년        |                    | 교황 인노첸시오 3세가 카타리파 이단을 파괴하기 위한 알비 십자군을 소집하다. | |
| 1209년        |                    | 케임브리지 대학교가 세워지다. | |
| 1209년        |                    | 프란체스코회가 세워지다. | 프란체스코 다시시가 세운 이 탁발수도회는 천주교회의 다른 수도회에 비해 보다 영향력을 가지게 된다. |
| 1212년        |                    | 라스나바스 데 톨로사 전투에서 에스파냐 기독교인들이 무어인들을 격파하다. | 레콩키스타의 결정적 변곡점으로, 이후 1238년이 되면 이베리아반도에서 무슬림 영토는 그라나다 토후국밖에 남지 않게 된다. |
| 1215년        | 6월 15일           | 잉글랜드 국왕 존이 대헌장에 도장을 찍다. | 중세 군주가 자신의 권력을 제한할 것을 수용한 첫 사례다. |
| 1215년        |                    | 제4차 라테란 공의회에서 화체설, 교황의 우위, 성직자의 행실 등이 논해지다. 여기서 유대인과 무슬림은 기독교인과 구분될 수 있는 표를 해야 한다고 선언되다.                                                                                          | |
| 1216년        |                    | 도미니코회가 교황에게 공인되다. | |
| 1219년        |                    | 세르비아 정교회가 사바 1세 네마니치에 의해 독립교회가 되고 사바가 그 초대 대주교가 되다. | |
| 1227년        | 8월 18일           | 징기스 칸이 죽다. | 징기스 칸의 제국은 그의 아들들과 손자들에 의해 원제국, 차가타이 칸국, 몽골 본토, 청장 칸국, 백장 칸국으로 분할되었다. |
| 1237년–1240년 |                    | 몽골의 루스 침공이 재개되다. | 이로써 키예프 루스는 세 덩어리로 갈라져 각각 오늘날의 러시아, 우크라이나, 벨라루스의 전신이 된다. 그 밖에도 몽골군이 약탈한 유럽의 여러 지역에 큰 영향이 있었다. 청장 칸국과 백장 칸국이 금장 칸국을 형성했다.                    |
| 1257년        |                    | 소르본 대학이 개교하다. | |
| 1257년        |                    | 헨리 3세가 옥스퍼드 조항의 동의를 강요받다. | 정부가 왕권을 제한하는 새로운 형태를 마련했다. |
| 1258년        | 1월 29일-2월 10일  | 바그다드 공성전. 몽골족의 일 칸국이 이 일대를 장악하다. 대개 이 때가 이슬람의 황금시대의 종료시점으로 여겨진다. | |
| 1258년        |                    | 제1차 몽월전쟁. 쩐 태종이 몽골군을 격퇴하다. | |
| 1272년–1273년 |                    | 제9차 십자군. | 최후의 성지탈환 십자군이다. |
| 1273년        | 9월 29일           | 루돌프 1세가 신성로마황제로 선출되다. | 이 때부터 합스부르크가가 1806년 제국의 해산 때까지 실질적으로 제위를 독점했다. |
| 1274년        |                    | 토마스 아퀴나스의 『신학대전』이 사후 출간되다. | 이 책은 중세 신학의 요강을 이루었다. |
| 1279년        | 3월 19일           | 애산 전투. | 송조가 완전히 망하고 중국 전역이 몽골의 쿠빌라이 칸의 손에 떨어졌다. 쿠빌라이는 몽골의 카간이자 중화제국의 황제를 겸했다. |
| 1282년        |                    | 시칠리아 만종 사건. 시칠리아인들이 앙주 카페가의 지배에 반항하여 6주간의 반란 끝에 프랑스인들을 학살하고 쫓아내다. | 이로써 20여년간의 서지중해 패권전쟁이 아라곤의 승리로 돌아갔다. |
| 1283년        |                    | 카탈루냐 후국에 일종의 의회로서 카탈루냐원이 설치되다. | 카탈루냐원은 국왕권력이 일방적으로 입법하는 것을 금지한 최초의 의회권력이었다. |
| 1285년        |                    | 제2차 몽월전쟁. 쩐 인종이 다시 몽골군을 격퇴하다. | |
| 1287년        |                    | 제3차 몽월전쟁이 베트남의 결정적 승리로 끝나다. 하지만 전쟁의 재발을 막기 위해 베트남은 원제국의 조공국이 되기로 하다. | |
| 1296년        |                    | 에드워드 1세가 스코틀랜드를 침공하다. 제1차 스코틀랜드 독립전쟁의 시작. | |
| 1297년        | 11 9월             | 스털링교 전투. | 윌리엄 월레스가 스코틀랜드의 항영세력의 지도자로 부상했다. |
| 1298년        |                    | 마르코 폴로가 루스티첼로 다 피사와 공저하여 『동방견문록』을 출간하다. | 아시아와 유럽의 교역이 다시 연결되는 열쇠. |
| 1299년        | 7월 27일           | 오스만 1세가 오스만 튀르크를 창건하다. | 이후 제국이 된 오스만조는 이슬람 제국 중 가장 오래 지속되어(800여년) 20세기에야 무너진다. |
| 중세 말기     |                    | | |
| 14세기        |                    | | |
| 연도          | 일자               | 사건 | 중요성 |
| 1305년        | 8월 23일 수요일    | 윌리엄 월레스가 에드워드 1세에게 붙잡혀 거열에 처해지다. | |
| 1307년        | 10월 13일 금요일   | 프랑스 국왕 필리프 4세가 성전기사단에게 누명을 씌워 숙청하다. | 십여년 간 쇠퇴해가던 성전기사단의 몰락이 앞당겨졌다. |
| 1307년        |                    | 아비뇽 유수의 시작. | 이후 70여년간 교황은 로마가 아닌 프랑스 아비뇽에 붙잡혀 있었으며, 이는 대립교황들이 난립하는 서방 교회의 분열의 주요한 원인이 된다.                                                                                               |
| 1310년        |                    | 단테 알리기에리가 『신곡』을 출간하다. | 『신곡』은 중세 말기를 대표하는 문학작품이며, 문학사상 전체로 봐서도 가장 인지도 높은 작품 중 하나다. |
| 1314년        | 6월 23일–6월 24일  | 배넉번 전투. | 로버트 1세 브루스가 스코틀랜드의 사실상 독립을 복원하다. |
| 1325년        |                    | 멕시카인들이 테노치티틀란을 세우다. | 테노치티틀란은 200년 뒤 멸망할 때까지 아스텍 제국의 중심지이자 수도였다. |
| 1328년        |                    | 에든버러-노샘프턴 조약. 제1차 스코틀랜드 독립전쟁이 스코틀랜드의 승리로 종료되고 스코틀랜드의 독립이 명목상으로도 성취되다. | |
| 1330년        | 7월 28일           | 벨바즈드 전투 | |
| 1333년        |                    | 일본에서 고다이고 천황이 가마쿠라 막부를 폐하고 왕정복고를 선언하다(겐무 신정). | 겐무 신정은 불과 몇 년만에 뒤집어지고 무로마치 막부가 세워진다. |
| 1337년        |                    | 백년전쟁이 시작되다. | 정확한 전쟁 지속기간은 116년이며, 그 특징이 뚜렷이 구분되는 세 개의 전쟁(에드워드 전쟁, 캐롤라인 전쟁, 랭커스터 전쟁)으로 구성되어 있다. 그리고 세 전쟁의 사이에는 휴전기였기 때문에 116년 내내 전쟁만 한 것은 아니다.            |
| 1346년        | 8월 26일           | 크레시 전투에서 잉글랜드군이 승리하다. | 프랑스군은 잉글랜드군을 4대 1로 수적으로 압도했으나, 웨일스 장궁을 주요 무기로 사용한 잉글랜드군에게 참패했다. 이 전투는 고전 기사도의 종말의 시작으로도 여겨진다.                                                                |
| 1347년        |                    | 흑사병의 시작. | 흑사병은 유럽에서 진행된 제2차 페스트 범유행으로, 유행 첫 해에만 유럽 인구의 20-40%가 사망했고, 역병이 잦아들 때까지 유럽 인구의 50%를 죽인 것으로 추측된다.                                                                      |
| 1347년        |                    | 프라하 대학교가 개교하다. | 체코 최고(古)의 대학이며, 독일어권 최고(古)의 대학이다. |
| 1364년        |                    | 조반니 데 돈디가 아스트라리움을 제작하다. | |
| 1368년        |                    | 원제국의 몰락. 하지만 몽골 지역에서는 그 후신인 북원이 존속했다. | 팍스 몽골리카의 종말. |
| 1370년        |                    | 티무르가 왕조를 개창했다. | 티무르는 무슬림이었지만 몽골 제국을 복원하겠다는 목표로 활동하여 금장 칸국이나 델리 술탄조 같은 무슬림 국가들도 공격해 쑥밭으로 만들었다.                                                                                         |
| 1371년        |                    | 마르코 므르냐브체비치가 프릴레프를 자기 도읍으로 삼다. | |
| 1378년        |                    | 서방 교회의 분열. 세 명의 대립교황이 난립하다. | 아비뇽 유수가 끝났다. |
| 1380년        |                    | 모스크바 공작 드미트리 돈스코이가 루스 제공국의 연합군을 지휘하여 쿨리코보 전투에서 몽골족에게 승리하다. | |
| 1380년        |                    | 초서가 『캔터베리 이야기』를 쓰기 시작하다. | 『캔터베리 이야기』는 초서의 역작일 뿐 아니라 근대 영어가 형성되는 과정에서 토대가 되었다. |
| 1381년        |                    | 와트 타일러의 난. | 잉글랜드 역사에서 가장 빠르게 확산된 반란이며, 중세 말기에 가장 규모가 큰 민란이었다. |
| 1381년        |                    | 존 위클리프가 성경을 영어로 번역하다. | 최초로 불가타를 영어로 번역한 것이다. 성경을 서민언어로 번역해 아무나 읽게 하는 것은 이단시되었고, 위클리프의 가르침을 따르는 롤라드파는 탄압받았다.                                                                              |
| 1386년        | 10월 18일          | 하이델베르크 대학교가 개교하다. | 독일 최고(古)의 대학교. |
| 1389년        | 6월 28일           | 코소보 전투에서 무라트 1세의 튀르크군이 세르브인들이 주축이 된 기독교군을 대파하다. | 이후 옹스만 튀르크는 발칸반도 전역을 잠식해 오스트리아의 중심지 빈의 지척에까지 이른다. |
| 1392년        |                    | 한반도에서 이성계가 선양받아 조선왕조가 개창되다. | 조선왕조는 한국사에서 가장 오래 지속된 통일왕조다. |
| 1396년        |                    | 니코폴리스 전투 | 마지막 대규모 십자군이 실패로 돌아가고 불가리아 제2제국이 오스만 튀르크에게 정복되었다. |
| 1397년        |                    | 칼마르 연합이 성립되다. | 덴마크 여왕 마르그레테 1세가 스웨덴과 노르웨이 왕위를 겸하면서 성립된 인적 동군연합이다. 1523년까지 지속되었다. |
| 1399년        |                    | 잉글랜드 국왕 리처드 2세가 폐위되고 헨리 볼링브로크가 헨리 4세로 즉위하다. | 플랜태저넷 본가는 이로써 단절되고 플랜태저넷 분가인 랭커스터가가 왕위를 차지했다. |
| 15세기        |                    | | |
| 연도          | 일자               | 사건 | 중요성 |
| 1402년        | 7월 20일           | 앙카라 전투에서 바예지드 1세가 티무르에게 포로로 잡히다. | 오스만 공위시대가 시작되고 오스만의 팽창이 일시적으로 저지되었다. |
| 1405년        |                    | 정화의 원정. | 명조는 이것을 시작으로 1433년까지 일곱 차례의 항해원정을 실시했다. |
| 1409년        |                    | 나폴리 국왕 라디슬라오 1세가 100,000 두캇에 달마티아에 대한 "권리"를 베네치아 공화국에 팔다. | 이후 달마티아는 1797년까지 거의 4세기 동안 베네치아의 지배를 받는다. |
| 1410년        |                    | 타넨베르크 전투 | 독일기사단국 몰락과 폴란드-리투아니아 패권의 시작. |
| 1415년        |                    | 포르투갈 왕국이 세우타를 정복하다. | 대항해시대의 시작. |
| 1415년        | 10월 25일          | 아쟁쿠르 전투에서 헨리 5세의 잉글랜드군이 수적으로 우세한 프랑스군을 격파하다. | 5년 뒤 트루아 조약에서 헨리 5세는 프랑스 차기 왕위를 보장받는다. |
| 1417년        |                    | 콘스탄츠 공의회가 종료되다. | 서방 교회의 분열을 마무리하고 교황 마르티노 5세가 즉위했다. |
| 1419년        |                    | 후스 전쟁이 시작되다. | 전쟁 자체는 1434년경 무승부로 끝났으나, 종교개혁과 그로 인한 유럽 종교전쟁의 선구적 사건이라고 볼 수 있다. 또한 귀족 기사들의 십자군이 농민 잡병들에게 무승부를 거두었다는 것도 의미심장한 부분이다.                              |
| 1428년        |                    | 테노치티틀란의 제4대 틀라토아니 이츠코아틀이 텍스코코, 틀라코판과 삼각동맹을 이루어 아스카포찰코에게 승리하다. | 3개 알테페틀의 동맹체로서 아스텍 제국이 탄생했고, 이후 90여년간 공격적인 팽창을 거듭한다. 이츠코아틀은 정복한 국가들의 책들을 불태우고 멕시카인 위주로 날조된 새 역사를 썼다.                                                     |
| 1429년        |                    | 잔 다르크의 등장. 왕세자 샤를 7세가 렝스에서 국왕으로 대관하다. | 오를레앙 공성전은 백년전쟁에서 프랑스가 공세로 돌아선 첫 전투였다. |
| 1431년        | 5월 30일           | 잔 다르크가 종교재판에서 화형에 처해지다. | |
| 1434년        |                    | 피렌체에서 메디치가가 대두하다. | 메디치가는 이후 3세기 동안 은행가, 교황, 여왕, 공작들을 배출하며 승승장구한다. |
| 1434년        |                    | 얀 판 에이크가 아르놀피니 부부의 초상을 그리다. | 볼록거울이 이 때 이미 사용되었음을 이 그림으로 알 수 있다. |
| 1438년        |                    | 쿠시 유팡키가 잉카 제국을 세우다. | 잉카 문명은 그전부터 있었지만 비로소 "제국"으로서 팽창이 시작되었다. |
| 1439년        |                    | 요하네스 구텐베르크가 인쇄기를 발명하다. | 유럽 전역에서 문예, 뉴스에 대한 접근이 훨씬 수월해졌다. |
| 1442년        |                    | 헤르만슈타트 전투에서 후녀디 야노시의 헝가리군이 오스만군에게 승리하다. | |
| 1443년        |                    | 조선 세종이 훈민정음을 반포하다. | |
| 1444년        | 11월 10일          | 바르나 전투. | 바르나 십자군의 마지막 전투. 오스만군이 헝가리-폴란드 연합군에게 승리하고, 폴란드 국왕 브와디스와프 3세가 전사했다. |
| 1452년        |                    | 신성로마황제 프리드리히 3세가 대관하다. | |
| 1453년        |                    | 콘스탄티노폴리스의 함락. | 동로마 제국의 멸망. 콘스탄티노폴리스는 오스만 제국의 수도가 되었다. |
| 1453년        |                    | 백년전쟁이 종전하다. | 한때 잉글랜드가 프랑스에 가졌던 광대한 영토는 칼레로 축소되었고, 칼레 역시 곧 프랑스에게 넘어갔다. 이로써 잉글랜드는 유럽 대륙에 교두보를 모두 잃고 대륙과는 다른 궤적을 걷게 된다.                                               |
| 1455년        | 5월 22일           | 제1차 세인트알반스 전투. | 전통적으로 이 전투가 장미전쟁의 시작으로 여겨진다. |
| 1456년        |                    | 베오그라드 공성전에서 오스만군이 패배하다. | 이후 오스만의 유럽 정복은 다시 70여년간 저지된다. 후녀디 야노시의 마지막 승리. |
| 1459년        |                    | 스메데레보가 오스만 튀르크군에게 함락되다. | 중세 세르브계 국가의 종말. |
| 1461년        |                    | 트레비존드 제국이 오스만군에게 멸망하다. | 동로마의 마지막 잔여세력이 일소되었다. |
| 1464년        |                    | 오스만 튀르크의 무니르 알리가 다르다넬레스 거포를 만들다. | |
| 1467년–1477년 |                    | 일본에서 오닌의 난이 일어나다. | 무로마치 막부의 권력을 형해화시킨 여러 내전 중 첫 번째 내전. |
| 1475년        |                    | 크림 칸국이 오스만 제국의 봉신국이 되다. | |
| 1485년        |                    | 토머스 맬러리가 『아서왕의 죽음』을 저술하다. | 중세 아서왕물의 집대성으로, 이후 아서왕 관련 창작물들은 거의 이 책을 정본으로 삼는다. |
| 1485년        | 8월 22일           | 보스워스 벌판 전투 | 리처드 3세가 전사하고 헨리 튜더가 헨리 7세로 즉위했다. |
| 1487년        | 6월 16일           | 스토크 전투 | 장미전쟁이 끝났다. |
| 1492년        |                    | 레콩키스타의 종결. | 이베리아반도에서 무어인 무슬림의 지배가 끝나고, 에스파냐가 통일되다. |
| 1492년        |                    | 크리스토퍼 콜럼버스가 신세계에 도달하다. | 전통적으로 1492년을 서양 중세사의 끝으로 본다. |
| 1494년        | 6월 10일           | 토르데시야스 조약. 에스파냐와 포르투갈이 유럽 밖의 세계를 분할해 갖기로 합의하다. | 이로써 브라질이 남미에서 유일한 포르투갈어권이 되었고, 나머지 중남미는 에스파냐어권(히스패닉 아메리카)이 되었다. 또한 필리핀이 에스파냐의 식민지가 된 것과 포르투갈이 인도와 아프리카에 식민지를 가진 것도 이 조약에 따른 것이다. |
| 1494년        |                    | 이탈리아 전쟁의 시작. | 이후 1559년까지 계속된 전쟁으로 이탈리아는 쑥밭이 되고 이탈리아 도시국가들은 몰락한다. |
| 1497년        |                    | 바스쿠 다 가마가 인도에 도달한 뒤 귀환하다. | 다 가마는 유럽에서 아시아까지 항해로만 도달한 최초의 인물이다. |
| 1499년        |                    | 촌치오 해전에서 오스만 해군이 베네치아 공화국 함대를 무찌르다. | 최초의 함상포격전. |

## 같이 보기
- 고대사 연표
- 기독교 연표